# モンマスシャー・ショー

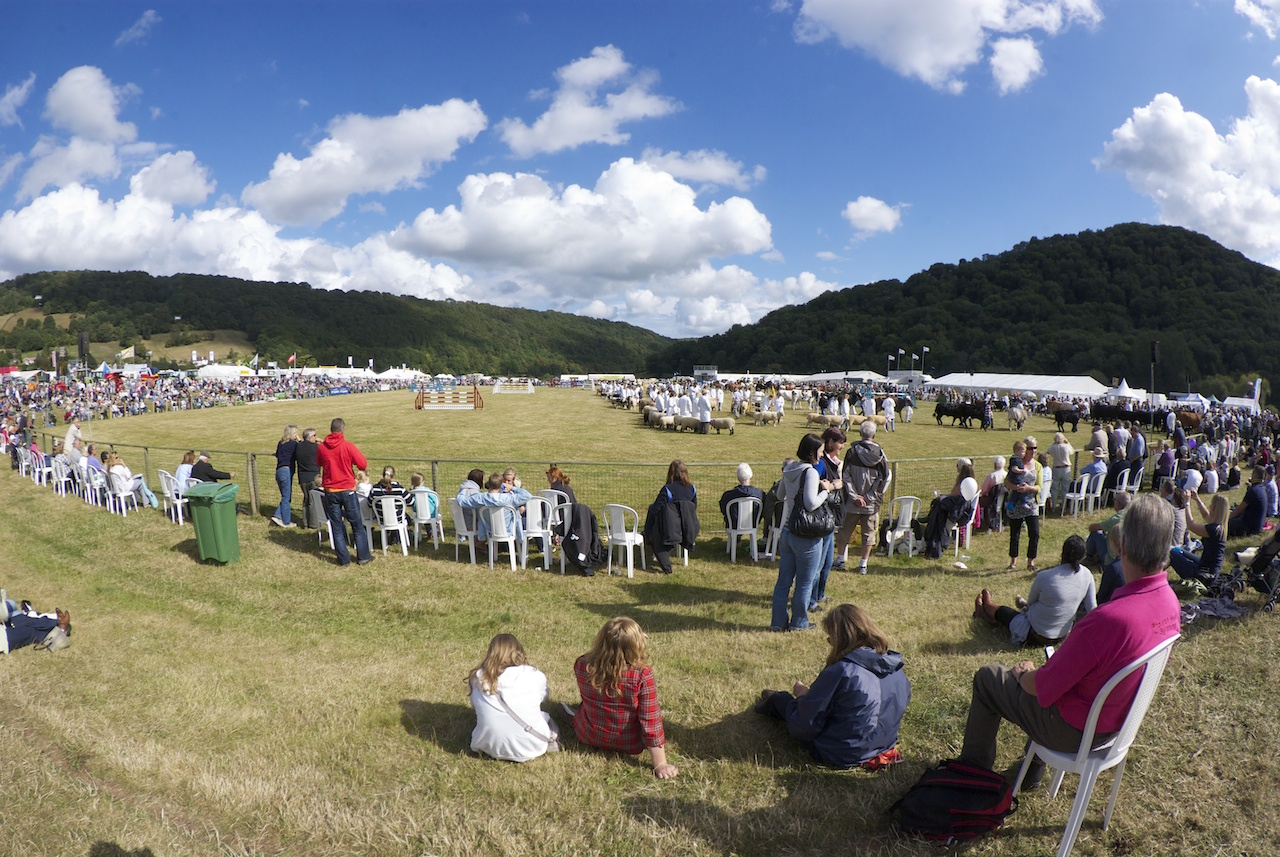
2011年の会場の様子

モンマスシャー・ショー（英: Monmouthshire Show）は、単日開催のものとしてはウェールズ最大の農産物品評会であり、毎年8月の最終火曜日にモンマスで開かれる。

## 由来

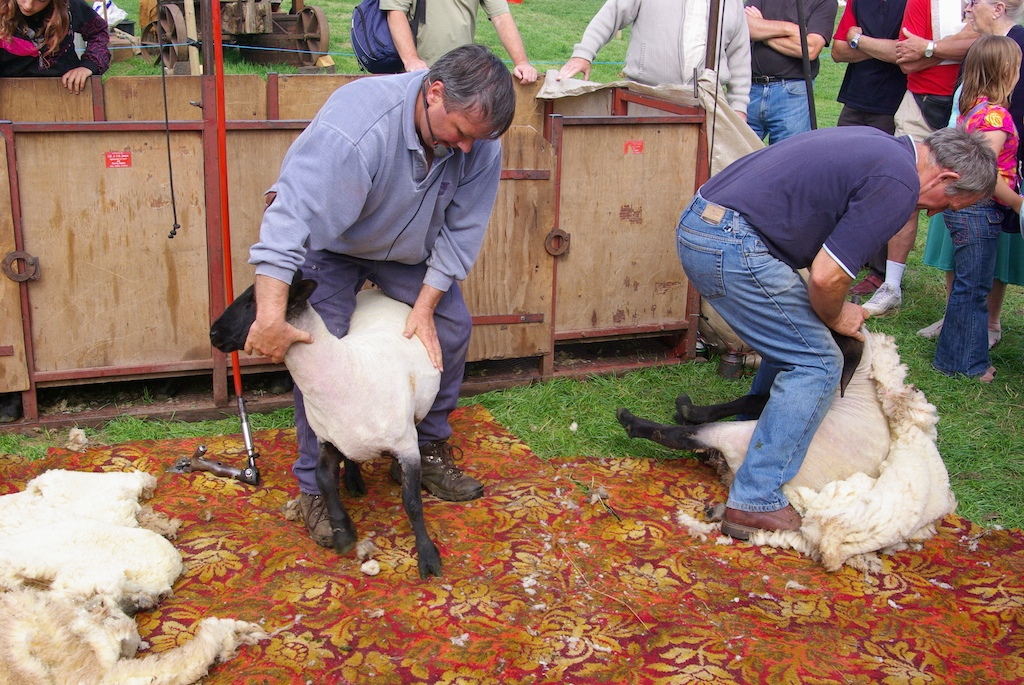
品評会場での羊毛刈り

この品評会の由来はモンマスの農業組合が鋤引き競争を主催した1790年代まで遡る。しかし牛の品評会の要望が出されたのは1857年になってからだった。モンマス牛品評会を始めるべく、1857年5月30日に第8代ボーフォート公ヘンリー・サマセットが10ポンド、ジョン・ロールズが20ポンドを出資した。そして同年10月に最初の品評会が開催された。ロールズは会長を終身務め、1870年に息子のジョン・アラン・ロールズが後を継いだ。

## 会場

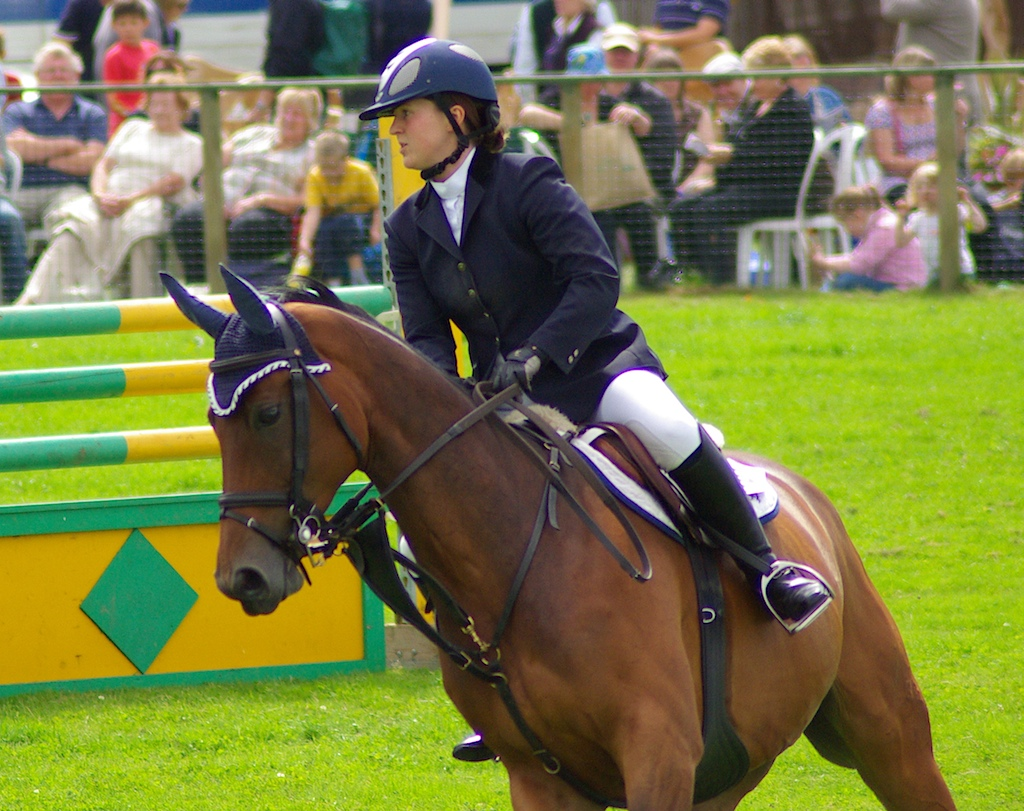
乗馬のコーナリング

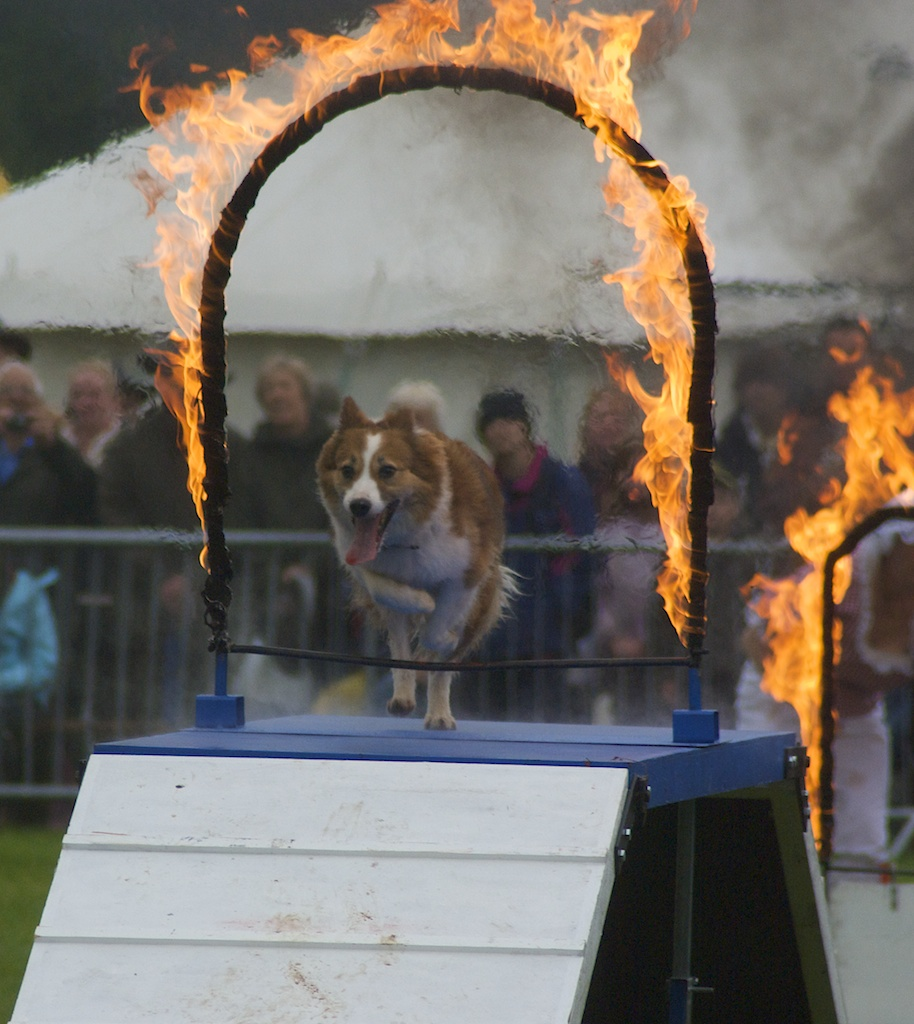
犬の機敏さと従順さのコンテスト

1876年にこの品評会はチッパンハム・フィールズに新しく作られた牛市場で開催された。その後は第一次世界大戦まで毎年開かれ、まず10月に、次第に8月（現在の恒例の最終火曜日）になっていった。品評会は1919年に再開され、モンマスシャー・カウンティ・ショーと改称された。第二次世界大戦中は中断されたが、1946年から2006年まではヴォクソール・フィールズで毎年開かれた。ただし1956年と2001年は口蹄疫の流行により取り止められた。
2007年はモンマスシャー・ショーの150周年となり、開催地はモンマスのレッドブルック・ロードに移った。

## 開催日
この品評会は元来10月に開かれていたが、観衆を増やすために9月に繰り上げられた。現在は8月最終火曜日に落ち着いている。